# Christer Isberg
Christer Isberg är en svensk dansare. Tillsammans med Ann Isberg har han tagit sju SM-guld i Lindy Hop, Boogie Woogie, Rock'n Roll och dubbelbugg. De båda arbetar också som instruktörer tillsammans och i showgruppen Boogie Express. Han har också dansat med Ann Willow och med henne tagit SM-guld i Rock'n'Roll.

## Danskarriär
Karriären inleddes i början av 1990-talet då han tog ett SM-guld i Rock'n'Roll med Ann Willow.